# Gemeine Gefahr
Eine gemeine Gefahr ist ein Begriff für eine Sachlage, bei der eine unbestimmte Zahl von Personen oder zahlreiche Sachwerte von mindestens insgesamt hohem Wert gefährdet sind. Der Begriff taucht in einigen Straftatbeständen und im Polizei- und Ordnungsrecht – als Voraussetzung für polizeiliches Einschreiten – auf und hat auch ins Grundgesetz Eingang gefunden.
Das Herbeiführen einer gemeinen Gefahr ist eine Straftat (s. gemeingefährliche Straftat).

## Polizei- und Ordnungsrecht
In zahlreichen Vorschriften des deutschen Polizeirechts wird eine gemeine Gefahr als Voraussetzung für polizeiliches Einschreiten genannt. Die Einzelheiten und Ermächtigungsgrundlagen enthalten die Polizei- und Ordnungsgesetze der Bundesländer.
Beispiele:
- Nach Art. 44 des bayerischen Polizeiaufgabengesetzes[1] ist bei gemeiner Gefahr eine Rasterfahndung der Polizei zulässig.
- Nach Art. 34 a des bayerischen Polizeiaufgabengesetzes[2] sind bei gemeiner Gefahr Datenerhebungen und Eingriffe der Polizei in den Telekommunikationsbereich zulässig.
- § 36 Abs. 1 S. 2 PolG des baden-württembergischen Polizeigesetzes, ebenso nach § 25 des sächsischen Polizeigesetzes kann die Polizei zur Nachtzeit eine Wohnung gegen den Willen des Bewohners nur zur Abwehr einer gemeinen Gefahr oder einer Lebens- oder schweren Gesundheitsgefahr für einzelne Personen betreten.
- § 20v BKA-Gesetz sowie § 9 Verfassungsschutzgesetz erlauben dem BKA bzw. den Verfassungsschutzämtern bei gemeiner Gefahr die Erhebung und Übermittlung personenbezogener Daten.

## Akustische Wohnraumüberwachung
Art. 13 Abs. 4 GG erlaubt „zur Abwehr dringender Gefahren für die öffentliche Sicherheit, insbesondere einer gemeinen Gefahr oder einer Lebensgefahr“ den Einsatz technischer Mittel zur Überwachung von Wohnungen auf Grund richterlicher Anordnung. Die Zulässigkeit der akustischen Wohnraumüberwachung („Großer Lauschangriff“) wurde als schwerwiegender Eingriff in das Grundrecht auf Unverletzlichkeit der Wohnung eigens im Grundgesetz geregelt.

## Strafrecht

### Gemeingefährliche Straftaten
In Deutschland werden gemeingefährliche Handlungen in den §§ 306 bis 323c Strafgesetzbuch (StGB) als Straftaten behandelt (Gemeingefährliche Straftat).
Das österreichische Strafgesetzbuch kennt den Strafbestand der Gemeingefährdung (§176f).

### Unterlassene Hilfeleistung
Nach § 323c StGB wird wegen unterlassener Hilfeleistung bestraft, wer „bei Unglücksfällen oder gemeiner Gefahr oder Not nicht Hilfe leistet, obwohl dies erforderlich und ihm den Umständen nach zuzumuten, insbesondere ohne erhebliche eigene Gefahr und ohne Verletzung anderer wichtiger Pflichten möglich ist.“ Hierbei handelt es sich um ein Unterlassungsdelikt.

### Straferschwerungsgrund beim Diebstahl
Ein Diebstahl unter Ausnutzung der Hilflosigkeit einer anderen Person, eines Unglücksfall oder einer gemeinen Gefahr wird als besonders schwerer Fall qualifiziert (§ 243 Abs. 1 Satz 2 Nr. 6 StGB).

### Notfälle und Notrufe
Die Vortäuschung, dass wegen eines Unglücksfalles oder gemeiner Gefahr die Hilfe anderer erforderlich sei, ist strafbar (§ 145 Abs. 1 Nr. 2 StGB).
Die zur Verhütung von Unglücksfällen oder gemeiner Gefahr dienenden Warn- oder Verbotszeichen und Schutzvorrichtungen oder die zur Hilfeleistung bei Unglücksfällen oder gemeiner Gefahr bestimmten Rettungsgeräte und anderen Sachen zu beseitigen, verändern oder unbrauchbar zu machen ist strafbar (§ 145 Abs. 2 StGB).

## Versicherung von Nothelfern
Personen, die bei Unglücksfällen oder gemeiner Gefahr oder Not Hilfe leisten, sind in der gesetzlichen Unfallversicherung kraft Gesetzes als Nothelfer versichert (§ 2 Abs. 1 Nr. 13 lit. a SGB VII).